# Listă de avioane militare
- Africa de Sud
- Australia
- Canada
- China
- Franța
- Germania
- India
- Iran
- Irlanda
- Israel
- Japonia
- Marea Britanie
- Noua Zeelandă
- Pakistan
- România
- Suedia
- Statele Unite
- URSS